# Menhir de la Tonnelle
Le menhir de la Tonnelle est situé à Saint-Gilles-Croix-de-Vie, dans le département français de la Vendée.

## Protection
L'édifice est classé au titre des monuments historiques en 1921, alors même qu'il n'était plus en place.

## Description
Le menhir de la Tonnelle était à l'origine dressé au lieu-dit  Bussoleries de la Tonnelle à Saint-Hilaire-de-Riez. Marcel Baudouin le fit relever en 1906 mais dès 1913 il était de nouveau renversé. Baudouin le racheta en 1918. Il a été redressé près de sa tombe dans le cimetière de Saint-Gilles-Croix-de-Vie. Il mesure 3,60 m de hauteur (dont 0,50 m enfoncé dans le sol) pour 1,10 m de largeur et 0,35 m d'épaisseur.